# Panagiotis Kavvadias
Panagiotis Kavvadias (griechisch Παναγιώτης Καββαδίας, geboren am 2. Mai 1850 in Kothreas, Kefalonia; gestorben am 21. Juli 1928 in Athen) war ein griechischer Klassischer Archäologe.

Kavvadias studierte Klassische Philologie an der Universität Athen und Klassische Archäologie bei Heinrich Brunn an der Universität München. Er gilt als Vater der griechischen Archäologie, leitete als oberster Ephoros von 1885 bis 1909 die Verwaltung der Altertümer Griechenlands, für die er seit 1879 als Leiter der Ephorien der Kykladen und von Euboia tätig war. Im Jahr 1904 wurde er auf den Lehrstuhl für Klassische Archäologie an der Universität Athen berufen, den er bis 1922 innehatte. Der Archäologischen Gesellschaft Athen diente er von 1894 bis 1909 und von 1911 bis 1920 als Erster Sekretär.
Neben zahlreichen anderen sind die von ihm geleiteten Ausgrabungen auf Kefalonia, im Asklepiosheiligtum von Epidauros, vor allem aber auf der Akropolis von Athen besonders ergiebig gewesen. Die mit Unterstützung der Architekten und Bauforscher Wilhelm Dörpfeld und Georg Kawerau auf der Akropolis durchgeführten Tiefgrabungen der Jahre 1885–1890 förderten zahlreiche Werke und Fragmente der plastischen Kunst zutage, darunter  Koren, Giebelskulpturen mehrerer archaischer Tempel, den Torso des Kritios-Knaben, den berühmten Kalbträger und die sogenannte Angelitos-Athena, seinerzeit allesamt als Reste des Perserschutts interpretiert. Kavvadias war maßgeblich an Gründung und Organisation des Archäologischen Nationalmuseums und des Akropolismuseums in Athen beteiligt, wie er insgesamt den Bau zahlreicher Museen in Griechenland veranlasste. Im Jahr 1915 rief er die archäologische Fachzeitschrift Αρχαιολογικὸν Δελτίον (Archaiologikon Deltion) ins Leben.
Kavvadias war korrespondierendes Mitglied der französischen Académie des inscriptions et belles-lettres (1894), Mitglied der Königlichen Akademie der Wissenschaften und Schönen Künste von Belgien und gehörte 1926 zu den Gründungsmitgliedern der Akademie von Athen. Die Universitäten Cambridge und Leipzig verliehen ihm für seine Leistungen die Ehrendoktorwürde.

## Schriften (Auswahl)
- Το θέατρο της Επιδαύρου („Das Theater von Epidauros“). 1881.
- Fouilles d’Épidaure. Band 1. Vlastos, Athen 1891
- Fouilles de Lycosoura. Vlastos, Athen 1893
- Les musées d’Athènes. Vlastos, Athen 1893
- mit Georg Kawerau: Die Ausgrabung der Akropolis vom Jahre 1885 bis zum Jahre 1890 = Η ανασκαφή της Ακροπόλεως από του 1885 μέχρι του 1890 (= Βιβλιοθήκη της εν Αθήναις Αρχαιολογικής Εταιρείας. Band 13). Typographeion Hestia, Athen 1906 (Digitalisat).
- Ἱστορία τῆς Ἀρχαιολογικῆς Έταιρείας („Geschichte der Archäologischen Gesellschaft Athen“). Athen 1900 (Digitalisat; PDF, 26,7 MB)
- Προϊστορικὴ Ἀρχαιολογία („Vorgeschichtliche Archäologie“). Athen 1909
- Ἱστορία τῆς ἁρχαίας Έλληνικῆς τέχνης („Geschichte der antiken griechischen Kunst“). Athen 1916–1924